# Lista de textos militares chineses
Textos militares chineses existem desde a fundação da civilização chinesa. Os exércitos da China se beneficiaram desse rico legado estratégico, influenciados por textos como A Arte da Guerra, de Sun Tzu, que exerceram influência profunda no pensamento militar. Embora a filosofia confucionista tradicional favorecesse soluções políticas pacíficas e demonstrasse desprezo pela força militar bruta, o poderio militar foi influente na maioria dos Estados chineses. Os trabalhos de conhecidos estrategistas como Sun Tzu e Sun Bin influenciaram fortemente a filosofia militar, a guerra e o discurso político ao longo da longa história da China. Obras como A Arte da Guerra encontraram também fortes seguidores em todo o mundo, influenciando desde o Partido Comunista da China até o ex-Secretário de Defesa dos Estados Unidos Donald Rumsfeld.

## Visão geral
Os mais conhecidos desses textos militares são os Sete Clássicos Militares. Eles foram canonizados com esse nome durante o século 11 d.C. e, a partir da Dinastia Song passaram a integrar a maioria das enciclopédias militares. Para oficiais imperiais, parte ou todos esses trabalhos eram leitura obrigatória para merecer promoção, de forma análoga ao requisito de todos os burocratas estudarem e se familiarizarem com a obra de Confúcio. Ao longo dos séculos, surgiram muitas antologias com diferentes anotações e análises feitas por estudiosos, resultando em versões atuais disponibilizadas no Ocidente. Membros do Partido Comunista da China também estudaram esses textos durante a Guerra Civil Chinesa, assim como muitos estrategistas militares europeus e das Forças Armadas dos Estados Unidos.

## Textos militares

### Sete Clássicos Militares
| Nome | Autores                                                      | Conteúdo | Dinastia                                                                  | Data                                        | Origem                                   | Imagem | Descrição                                                                                     |
| --- | ------------------------------------------------------------ | --- | ------------------------------------------------------------------------- | ------------------------------------------- | ---------------------------------------- | ------ | --------------------------------------------------------------------------------------------- |
| A Arte da Guerra (chinês: 孫子兵法, pinyin: Sūnzǐ Bīngfǎ)                                                                    | Sun Tzu                                                      | A Arte da Guerra é composta de 13 capítulos, cada um dedicado a um aspecto da guerra. Sun Tzu ressalta a importância do posicionamento na estratégia e explica que esse posicionamento é afetado tanto por condições objetivas do ambiente físico quanto pelas opiniões subjetivas de atores que competem nesse meio. | Período Primavera e Outono (possivelmente Período dos Reinos Combatentes) | desconhecida, c. século 6 a.C.              | Estado de Wu                             |        | Início de A Arte da Guerra, em um “livro de bambu” clássico do reinado do Imperador Qianlong. |
| Os Métodos de Sima (chinês: 司馬法, pinyin: Sīmǎ Fǎ)                                                                         | Sima Rangju                                                  | Um texto que discute leis, regulamentos, políticas de governo, organização militar, administração militar, disciplina, valores fundamentais, estratégia geral e estratégia específica. | Período dos Reinos Combatentes                                            | século 4 a.C.                               | Estado de Qi                             | -      | -                                                                                             |
| Seis Ensinamentos Secretos (chinês: 六韬, pinyin: Liùtāo)                                                                    | Jiāng Zǐyá                                                   | Um tratado de estratégia militar dividido em seis capítulos, com seis tipos de formas de se engajar na guerra. | Dinastia Zhou                                                             | século 11 a.C.                              | Estado da Zhou (atual Shaanxi)           |        | Retrato de Jiang Ziya no Sancai Tuhui.                                                        |
| Wei Liaozi (chinês: 尉繚子, pinyin: Wèi Liáozi)                                                                              | Wei Liao                                                     | Um tratado que defende tanto abordagens civis quanto militares nos assuntos de Estado. Destaca a agricultura e as pessoas como os dois maiores recursos do Estado. O texto enfatiza um governo baseado em valores humanísticos, com o governante como paradigma de virtude. Heterodoxias e outros valores que não favoreçam o Estado devem ser reprimidos por medidas severas. | Período dos Reinos Combatentes                                            | século 4-3 a.C.                             | Estado de Qin                            | -      | -                                                                                             |
| Wuzi (chinês: 吳子, pinyin: Wuzi)                                                                                            | Wu Qi                                                        | O texto presente do Wuzi consiste em seis seções, cada uma focando em um aspecto crítico dos assuntos militares: Planejamento para o Estado; Avaliando o Inimigo; Controlando o Exército; o Tao do General; Respondendo às Mudanças; e Estimulando os Oficiais. | Período dos Reinos Combatentes                                            | Durante a vida de Wu Qi (440-381 a.C.)      | Estado de Wei                            | -      | -                                                                                             |
| Três Estratégias de Huang Shigong (chinês: 黄石公三略, pinyin: Huáng Shígōng Sān Lǜe)                                        | Desconhecido; atribuído a Jiang Ziya e vários outros autores | O tratado é organizado em três seções, interpretadas como hierarquia de importância ou simples indicadores de posição no texto. A própria obra declara que todos os três tipos de estratégia são necessários para diferentes estilos de governo. Grande parte do trabalho trata de controle administrativo, mas também desenvolve conceitos táticos importantes. Generais ocupam posição elevada e devem ser inquestionáveis ao assumir o comando. Os ataques devem ser rápidos e decisivos. | Período dos Reinos Combatentes                                            | Desconhecida; atribuída a diversos períodos | Desconhecida; atribuída a várias origens | -      | -                                                                                             |
| Perguntas e Respostas entre Tang Taizong e Li Weigong (chinês: 唐太宗李 衛 公 問 對, pinyin: Táng Tàizōng Lǐ wèigōng Wènduì) | Imperador Taizong e Li Jing                                  | Um diálogo entre o Imperador Taizong de Tang da Dinastia Tang e Li Jing, um importante general dessa dinastia. Discute temas de estratégia militar. | Dinastia Tang                                                             | século 7                                    | Estado da Tang                           |        | Pintura retratando Tang Taizong, feita pelo pintor Yan Liben                                  |

### Outros
| Nome | Autores                                                        | Conteúdo | Dinastia                         | Data                             | Origem                           | Imagem | Descrição |
| --- | -------------------------------------------------------------- | --- | -------------------------------- | -------------------------------- | -------------------------------- | ------ | --- |
| A Arte da Guerra de Sun Bin (chinês: 孫臏兵法, pinyin: Sūnbìn Bīngfǎ)                                                                                 | Sun Bin (孫臏)                                                 | O tratado contém 89 capítulos extensos, com quatro volumes de ilustrações anexados. | Período dos Reinos Combatentes.  | século 4 a.C.                    | estado de Qi                     | -      | - |
| Trinta e Seis Estratagemas (chinês: 三十六計, pinyin: Sānshíliù Jì)                                                                                   | Desconhecido; atribuído a vários                               | Um texto que ilustra uma série de estratagemas usados na política, guerra e também na interação civil, muitas vezes por meios não convencionais ou enganosos.                                                                                               | Desconhecida; atribuída a vários | Desconhecida; atribuída a vários | Desconhecida; atribuída a vários |        | Página de uma edição da dinastia Ming do Livro de Qi, de onde provém o nome Trinta e Seis Estratagemas.                                           |
| Wujing Zongyao (chinês: 武經總要, pinyin: 'Wǔjīng Zǒngyào', Wade–Giles: 'Wu Ching Tsung Yao', lit. ‘Coleção das Técnicas Militares Mais Importantes’) | Zeng Gongliang (曾公亮), Ding Du (丁度), e Yang Weide (楊惟德) | O texto é um compêndio militar chinês, abordando variados temas, de navios de guerra a diferentes tipos de catapultas. | Dinastia Song do Norte           | 1044 d.C.                        | Estado Song do Norte             |        | Ilustração do Wujing Zongyao mostrando um navio fluvial chinês da Dinastia Song equipado com uma catapulta de tração Xuanfeng no convés superior. |
| O Jardim do General (chinês tradicional: 將苑, chinês simplificado: 将苑, pinyin: Jiàng Yuàn)                                                         | Zhuge Liang (諸葛亮)                                           | Um texto curto que plagia tratados militares anteriores, falsamente atribuído a Zhuge Liang. | Dinastia Song                    | século 12                        | Estado Song                      |        | Parte de um rolo manuscrito do século 12 com a tradução em tangute de O Jardim do General.                                                        |
| Huolongjing (chinês tradicional: 火龍經, chinês simplificado: 火龙经, pinyin: Huǒ Lóng Jīng Wade-Giles: Huo Lung Ching )                              | Jiao Yu (焦玉) e Liu Bowen (劉基)                              | Um tratado que descreve o uso de várias “armas de fogo” envolvendo pólvora. Discute diferentes composições de pólvora, bombas, flechas incendiárias, lançador de foguetes, minas terrestres, minas navais, proto-armas, lança de fogo, bombardas e canhões. | Dinastia Ming                    | século 14                        | Estado Ming                      |        | Huolongjing retratando o “Corvo Voador com Fogo Mágico”, uma bomba-foguete aerodinâmica com asas.                                                 |
| Jixiao Xinshu (chinês: 紀效新書) | Qi Jiguang (戚繼光)                                            | Um texto no qual Qi Jiguang escreve sobre estratégia, combate armado e desarmado e diversos outros aspectos da guerra. | Dinastia Ming                    | 1561 d.C.                        | Estado Ming                      |        | Pintura de Qi Jiguang, autor de Jixiao Xinshu. |
| Registros de Armamentos e Suprimentos Militares (chinês: 武備志)                                                                                      | Mao Yuanyi (茅元儀)                                            | Uma enciclopédia militar que aborda estratégias, táticas, formações, treinamento, logística e armas. | Dinastia Ming                    | 1621 d.C.                        | Estado Ming                      |        | Ilustração de uma besta em plataforma a partir de Registros de Armamentos e Suprimentos Militares.                                                |